# エミール・フォラー
エミール・オルゲトリクス・グスタフ・フォラー（Emil Orgetorix Gustav Forrer、1894年2月19日 - 1986年1月10日）は、スイスの東洋学者で、アッシリア・ヒッタイトを研究した。ヒッタイト研究の草分けのひとりとして知られる。

## 生涯
エミール・フォラーはストラスブールで生まれた。父のロバート・フォラー (de:Robert Forrer) はスイスのチューリッヒ州マイレン生まれの美術史学者・考古学者で、ストラスブールの考古学博物館 (fr:Musée archéologique de Strasbourg) の館長だった。ミドルネームのオルゲトリクスはガリア戦記に登場するヘルウェティイ族（今のスイスに住んでいたケルト人の部族）の人物の名から取られている。
1912年、フォラーはストラスブール大学に入学して歴史学・エジプト学・アッシリア学を学んだ。翌年ベルリン大学に移り、エドゥアルト・マイヤーに古代近東の歴史を、フリードリヒ・デーリッチュにアッシリア学を学んだ。1917年に論文「アッシリアの地方区分」(Die Provinzeinteilung des assyrischen Reiches)によって博士の学位を取得した。
マイヤーの勧めにより、フォラーはヒッタイト研究に進んだ。フォラーの研究の最初の結果が有名な1919年の論文「ボアズキョイ碑文の8つの言語」(Die acht Sprachen der Boghazköi-Inschriften)で、この論文でボアズキョイから発見された楔形文字粘土板の中に、シュメール語、アッカド語、インド語派の言語、ヒッタイト語、ルウィ語、パラー語などの8つの言語が使われていることを明らかにした:177。
1920年以降、『ボアズキョイ出土楔形文字文書』(Keilschrifttexte aus Boghazköi)の編纂に参加し、その第4巻はフォラーによって書かれた。フォラーはまた楔形文字の表や、翻字されたテクストを出版した。象形文字で書かれたルウィ語碑文の研究も行った。
1925年、論文「古代オリエントと古代近東の非セム楔形文字言語」によって教授資格を得たが、その後も常任の教授職を得られず経済的に困窮した。1930年からシカゴ大学で3年間客員準教授をつとめた。このときに『ヒッタイト絵文字』(Die hethitische Bilderschrift, 1932)という研究を発表した。この論文でフォラーは象形文字ルウィ語の発音については明らかにしなかったが、ボッセルトより早く文法の基礎を発見している:179-180。その後1933年にはジュネーブ大学とローザンヌ大学で「古代オリエントの文化・人々・言語の起源」と称する講義を行った。1933年から翌年にかけてジョンズ・ホプキンズ大学で教え、このときに中央アメリカ、とくに古代マヤ文明に興味を持った。
第二次世界大戦中はベルリンに住み、戦後はベルリン博物館近東部門に職を得ようとしたが失敗した。1945年にベルリンを去ってスイスに戻り、チューリッヒ大学に教授職を得ようとしたがこれも失敗した。1947年に父が没すると、その遺産を元手に1949年にヨーロッパを離れ、ホンジュラス、グアテマラ、エルサルバドルで中央アメリカ文化の研究を行った。彼はエルサルバドルに定住したが生活は苦しく、収入を得るためにフリーのジャーナリストとして新聞『El Diario de Hoy』のために大量の記事を書いた。1967年にはエルサルバドル外務省からの依頼によってエルサルバドルとホンジュラスの国境紛争の解決のために古文書を調査した。
第二次世界大戦後のフォラーは「メロピス研究」を行った。アジア・アフリカ・ヨーロッパがメロピスという巨大な大陸に起源を持つというテオポンポスとアイリアノスの記述にもとづき、古代におけるアメリカとヨーロッパの文化接触の証拠を研究するものだった。
フォラーは1986年1月10日にサンサルバドルで没した。91歳だった。